# Andrew Bailey (Bankier)

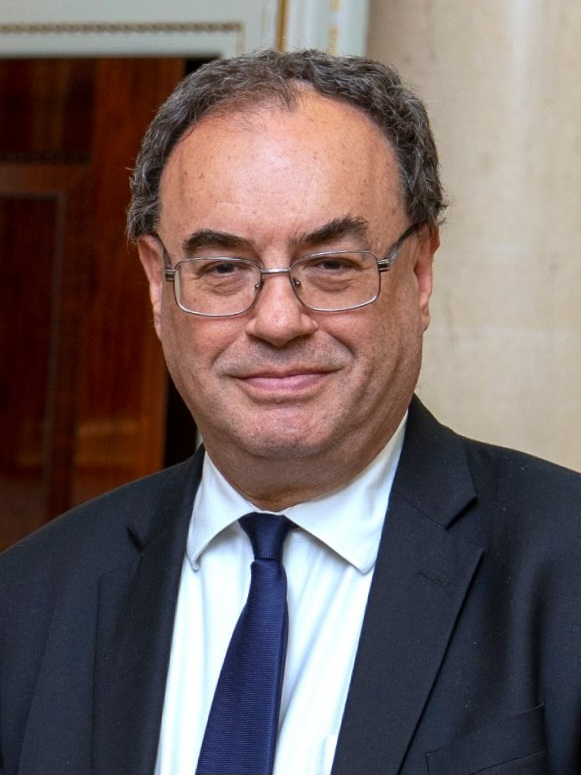
Andrew Bailey, 2022

Andrew Bailey (* 30. März 1959 in Leicester) ist ein britischer Bankier. Er ist seit 1. März 2020 Gouverneur der Bank of England.

## Werdegang
Bailey besuchte die Wyggeston Boys’ Grammar School in Leicester, danach wechselte er an das Queens’ College in Cambridge, an dem er einen Bachelor-Abschluss in Geschichte und einen Doktorgrad an der Fakultät für Geschichte der University of Cambridge erwarb. Der Titel seiner  Dissertation lautet Der Einfluss der Napoleonischen Kriege auf die Entwicklung der Baumwollindustrie in Lancashire: eine Studie über die Struktur und das Verhalten von Unternehmen während der industriellen Revolution. Nach dem Studium wurde Bailey Research Officer an der London School of Economics, bevor er 1985 zur Bank of England wechselte.
Dort war er in verschiedenen Bereichen tätig, unter anderem für Bankdienstleistungen, als Hauptkassierer und zuletzt als Leiter der Special Resolution Unit (SRU). Am 1. März 2020 wurde er zum Gouverneur der Bank of England ernannt. Seine Amtszeit endet am 15. März 2028.
Bailey ist verheiratet und Vater zweier Kinder.